# Dipartimento per l'istruzione (Regno Unito)
Il Dipartimento per l'istruzione (in inglese: Department for Education - DfE) è un dipartimento governativo del governo britannico.
È responsabile della politica dell'istruzione nel Regno Unito ed è guidato dal Segretario di Stato per l'istruzione.

## Storia
Il DfE è stato istituito il 12 maggio 2010 dal nuovo governo in carica di David Cameron, assumendo le responsabilità e le risorse del Dipartimento per i bambini, le scuole e le famiglie (DCSF).
Nel giugno 2012 il Dipartimento per l'istruzione ha commesso una violazione della legge sulla protezione dei dati del Regno Unito a causa di un difetto di sicurezza sul suo sito Web che ha reso disponibili dei download di indirizzi email, password e commenti delle persone che rispondevano ai documenti di consultazione.
Nel luglio 2016, il Dipartimento ha assunto le responsabilità riguardante l'istruzione superiore e l'apprendistato, competenze del Dipartimento per le imprese, l'innovazione e le competenze che è stato disciolto.

## Responsabilità
Il dipartimento è guidato dal Segretario di Stato per l'istruzione. Il segretario permanente è Jonathan Slater. Il DfE è responsabile dell'istruzione, dei servizi per i bambini, della politica dell'istruzione superiore e del perfezionamento, dell'apprendistato, delle uguaglianze e di competenze più ampie in Inghilterra. Il dipartimento precedente occupava l'equivalente di 2.655 dipendenti a partire dall'aprile 2008 e, al giugno 2016, il DfE aveva ridotto la forza lavoro a un equivalente di 2.301 dipendenti. Nel 2015-2016, il DfE ha un budget di 58,2 miliardi di sterline, che comprende 53,6 miliardi di sterline di risorse e 4,6 miliardi di sterline di investimenti di capitale.

## Ministri
- Segretario di Stato per l'istruzione: Bridget Phillipson, MP
  - Ministro di Stato per le scuole: Nick Gibb, MP
  - Ministro di Stato per le competenze e l'apprendimento : Anne Milton, MP
  - Ministro di Stato per le università, la scienza, la ricerca e l'innovazione : Sam Gyimah, MP
    - Sottosegretario di Stato parlamentare per il sistema scolastico : Barone Agnew d'Oulton, DL
    - Sottosegretario di Stato parlamentare per l'infanzia e le famiglie : Nadhim Zahawi, MP.